# 德雷克塞爾 (密蘇里州)
德雷克塞爾（英語：Drexel）是位於美國密蘇里州貝茨縣及卡斯縣的城市。

## 人口
根據2020年美國人口普查的數據，德雷克塞爾的面積為7.15平方千米，當中陸地面積為7.06平方千米，而水域面積為0.09平方千米。當地共有人口968人，而人口密度為每平方千米135人。